# Rhagoletis caucasica
Rhagoletis caucasica är en tvåvingeart som beskrevs av Kandybina och Richter 1976. Rhagoletis caucasica ingår i släktet Rhagoletis och familjen borrflugor. Inga underarter finns listade i Catalogue of Life.